# Перо (митология)
Вижте пояснителната страница за други значения на Перо.
Перо (на старогръцки: Πηρώ, Pero) в гръцката митология е много красивата дъщеря на Нелей, царят на Пилос и на Хлорида, дъщерята на Амфион, царят на Орхомен, и Персефона, дъщерята на Миний.
Тя е сестра на Нестор, Хромиос и Пориклимен.
Тя се омъжва за братовчед си Биант и има с него син Талай, който се жени за Лизимаха и става след баща си цар на Аргос.
След нейната смърт Биант отива с брат си Мелампод в Аргос. Там той се жени за Лисипа, дъщеря на цар Прет.
Перо е нарисувана на картина от Полигнот Тасоски в Делфи.